# Colleville-Montgomery
Colleville-Montgomery település Franciaországban, Calvados megyében. Lakosainak száma 2529 fő (2022. január 1.). Colleville-Montgomery Biéville-Beuville, Hermanville-sur-Mer, Ouistreham, Périers-sur-le-Dan, Saint-Aubin-d’Arquenay és Bénouville községekkel határos.

## Népesség
A település népességének változása:
| Lakosok száma | 563  | 1430 | 1926 | 2254 | 2320 | 2371 | 2437 | 2555 | 2546 | 2529 |
|               | 1968 | 1982 | 1990 | 2006 | 2013 | 2015 | 2017 | 2019 | 2020 | 2022 |